# Оскар Штраус
Оскар Штраус, познат као: Oscar Strauss, Беч, 6. март 1870 — Бад Ишл, 11. јануар 1954) је био аустријски композитор и диригент.
Радио је као позоришни диригент у Брну, Братислави, Берлину, Бечу, Паризу и Холивуду. Репрезентовао је новију бечку оперету (тзв. сребрену еру). Најпознатија су му дела Валцер снова (Сан валцера), Храбри војник и Последњи валцер. Компоновао је и опере, балете, инструменталну и филмску музику.

## Избор дела
- оперета (1904)
- Валцер снова Ein Walzertraum оперета (1907)
- Храбри војник Der tapfere Soldat оперета (1908)
- Последњи валцер Der letzte Walzer оперета (1920)
- оперета (1923)
- оперета (1925)
- филмска музика Der lächelnde Leutnant (1931)
- (1932)
- (1935)
- оперета (1952)
- филмска музика La Ronde (1950)